# 异鳞尾松鼠
异鳞尾松鼠（学名：Zenkerella insignis）是啮齿目鳞尾松鼠科的一种，分布于非洲的喀麦隆、中非共和国和民主刚果等地的森林中。